# Тевинкель, Себастьян
Себастьян Тевинкель (нем. Sebastian Tewinkel; род. 1971, Унна) — немецкий дирижёр.
Изучал скрипку и дирижирование в Ганноверской высшей школе музыки, затем продолжил дирижёрское образование в Штутгартской высшей школе музыки под руководством Томаса Унгара, занимался также в мастер-классах Джанлуиджи Джельметти и Колина Дэвиса. Стипендиат Фонда Герберта Караяна, лауреат международного конкурса дирижёров в Лиссабоне (2000).
С 2002 г. музыкальный руководитель и главный дирижёр Камерного оркестра Юго-Западной Германии, одновременно с 2009 г. художественный руководитель Камерного оркестра Граубюндена. Работает также со многими другими немецкими оркестрами. В 2002 году гастролировал в Санкт-Петербурге с оркестром Фрайбургского университета. Как оперный дирижёр работал в театрах Фрайбурга, Хагена, Гельзенкирхена, Брегенца в операх Пёрселла, Моцарта, Вагнера, Пуччини.